# الجزر المرضية في البكتيريا
القدرة المرضية في البكتيريا: كما عرفت وتم وصفها عام 1990 بجزيرة القدرة المرضية (الإنجليزية:(PAIs) Pathogenicity island),, هي فئة مميزة من الجزر الجينومية التي حصل عليها الكائنات الدقيقة من خلال نقل الجينات الأفقي. تم العثور على الجزر المرضية في كل من الحيوانات والنباتات مسببات الأمراض. بالإضافة إلى ذلك، تم العثور على الجزر المرضية في البكتيريا الموجبة والبكتيريا السالبة. يتم نقلها عن طريق نقل الجينات الأفقي مثل نقل من البلازميد(plasmid)، بالعاثية(phage)، أو ينقول اقترانية(conjugative transposon). وبالتالي، تساهم الجزر المرضية إلى الكائنات الحية الدقيقة القدرة على التطور.
صنف واحد من البكتيريا يمكن أن يكون لديه أكثر من جزيرة مرضية (Pathogenicity island).

## الخصائص
تكون متحدة سويا في الجينوم أو الكروموسومات أو خارج الكروموسومات لدى الكائنات الحية المسببة للمرض وغالبا ما تكون غير موجودة لدى الكائنات الغير مسببة للأمراض والتي تكون من نفس النوع أو ذات صلة بنوعها.
من الممكن أن تتواجد على الكروموسوم الخاص بالبكتيريا أو أن تنتقل ضمن البلازميد, أو أن تتواجد على جينوم الجراثيم
استخدام الكودونات والمحتوى الجوانين والسيتوسين(GC- content) لدى المسببات بالمرض –-pathogenicity island غالبا تختلف عن باقي الجينوم فمن المحتمل أنها تقوم بمساعدة الكشف عنها في مقاطع محددة من المادة الوراثية حمض نووي ريبوزي منقوص الأكسجين إلا في حالة واحدة وهي أن يكون المرسل والمستقبل لـ (PAI) يملك نفس محتوى الجوانين والسيتوسين(GC- content).
الجزر المرضية (PAI)هي وحدات منفصلة من الجينوم يحيط بها بشكل مباشر ومتكرر وحدات من الحمض الرايبوزي النووي الناقل(حمض نووي ريبوزي ناقل) أو سلاسل متدرجة والتي تكون بمثابة مواقع لإعادة تركيب الحمض النووي. قد تكون جينات الحركة الخفية ظاهرة أيضا مما يدل على أن مصدرها كناقل.
تحاط PAI بشكل مباشر ومتكرر بقواعد ثنائية على طرفي تتابع التسلل الخاص بها، وتحمل جينات وظيفية مثل إنزيمات النقل وإنزيمات الإدراج أو جزء من تسلسل الإدراج ليتمكن من الإدراج في الحمض النووي لدى الجسم المضيف. كما أنها غالبا ما ترتبط بجينات الحمض الرايبوزي النووي الناقل (حمض نووي ريبوزي ناقل) والتي تستهدف مواقع للقيام بعملية الإدماج، تتميز أيضا بأنه يمكن نقلها كوحدة واحدة إلى خلايا بكتيرية جديدة، وبالتالي منح السمية لسلالات حميدة أخرى
الجزر المرضية، هي نوع من العناصر الوراثية المتنقلة، تتراوح من 10-200 كيلوبايت، وترميز الجينات التي تساهم في الفوعة من كل مسببات المرض. الجزر المرضية تحمل جينات ترميز واحد أو أكثر من عوامل الفوعة(virulence)، بما في ذلك، ولكن ليس على سبيل الحصر، نظم افراز (نظام الإفراز الثالث)، adhesins ، والسموم، أو invasins. أنها قد تكون موجودة على كروموسوم البكتيريا أو يجوز نقلها داخل البلازميد. وGC-محتوى الجزر المرضية في كثير من الأحيان يختلف عن بقية الجينوم، ويحتمل أن تساعد في الكشف عنها ضمن تسلسل الحمض النووي معين. ويحيط الجزر المرضية عن التكرارات المباشرة؛ تسلسل القواعد في طرفي تسلسل إدراجه هو نفسه. أنها تحمل جينات وظيفية، مثل إنزيم مدمج، ترانسبوزاز، أو جزء من تسلسل الإدراج، لتمكين الإدراج في الحمض النووي المضيفة. غالبا ما ترتبط الجزر المرضية مع جينات الحمض النووي الريبوزي النقال(حمض نووي ريبوزي ناقل)، و المواقع المستهدفة عن هذا الحدث. يمكن نقلها كوحدة واحدة إلى خلايا بكتيرية جديدة، وبالتالي منح الفوعة(virulence) لسلالات حميدة سابقا.
هناك مجموعات مختلفة من التنظيم التي تنطوي على الجزر المرضية . المجموعة الأولى تضم الجزر المرضية التي تحوي الجينات لتنظيم الجينات الفوعة المشفرة على الجزر المرضية(PAI). أما المجموعة الثانية فتضم الجزر المرضية التي تحتوي على جينات لتنظيم الجينات خارج الجزيرة المرضية . بالإضافة إلى ذلك، فإن الجينات التنظيمية خارج الPAI قد تنظم الجينات الفوعة في الجزيرة المرضية . والجينات التنظيمية المشفرة على ال PAI تشمل على AraC مثل البروتينات والمنظمات ثنائية المكون .
يمكن اعتبار الPAIs على أنها حمض نووي (DNA) غير مستقر لأنها عرضة للحذف أو التعبئة . و قد يكون ذلك بسبب هيكل PAIs ، مع تكرار مباشر، وتسلسل الإدراج بالتعاون مع حمض (حمض نووي ريبوزي ناقل)التي تمكن الحذف والتعبئة على ترددات أعلى . بالإضافة إلى ذلك، يمكن الحذف من الجزر المرضية وإدراجها في الجينوم والتي تؤدي إلى تعطيل حمض (tRNA) وبالتالي تؤثر على عملية التمثيل الغذائي للخلية .

## الأمثلة
•	جزيرة(P. fimbriae) تحتوي على عوامل الفوعة مثل الهيمولايسين (الإنجليزية:haemolysin)، الشعرة (pili)، العامل التقرحي السام للخلايا (cytotoxic necrosing factor) و بروتين معين يسبب مرض المسالك البولية (uropathogenic specific protein).
•	(Yersinia pestis) جزيرة مرضية لديها الجينات التي تنظم امتصاص الحديد والتخزين.
•	بلازميد الجزر المرضية لل R-equi يشفر عوامل حدة الفايروس وقدرته على احداث المرض حتى يشارك في البلعمة.
•	الجزر المرضية لل S-aureus، العناصر الوراثية المتنقلة تشفر المستضدات ، بما في ذلك الجين المسؤول عن السم في متلازمة الصدمة التسممية . حيت يتم حشده وتعبئته بتردظات عالية من قبل بكتيريا محددة.
•	(H –pylori) لها سلالتين، واحدة تسبب المرض أكثر من الأخرى، والسبب في ذلك يعود لوجود جزيرة CAG المرضية
•	جرثومة الكوليرا السامة المرمزة من ضمة الكوليرا، و الدفتيريا السامة توكسين الخناق الوتدية، أعصاب من كلوستريديوم البوتولينوم والذيفان الخلوي الزائفة الزنجارية